# Automorfizm
Automorfizm – izomorfizm struktury matematycznej na siebie, czyli jej wzajemnie jednoznaczny endomorfizm. W pewnym sensie jest to symetria obiektu – sposób odwzorowania obiektu na siebie przy zachowaniu całej jego struktury.

## Definicja
Ścisła definicja automorfizmu zależy od rodzaju „obiektu matematycznego” oraz od tego, czym jest „izomorfizm” danego obiektu. Najogólniejszym spojrzeniem na to pojęcie jest abstrakcyjna gałąź matematyki zwana teorią kategorii, która zajmuje się abstrakcyjnymi obiektami i morfizmami między nimi.
W teorii kategorii automorfizm to endomorfizm (morfizm obiektu na siebie) będący zarazem izomorfizmem (w znaczeniu teoriokategoryjnym).
Powyższa definicja jest wyjątkowo abstrakcyjna, gdyż morfizmy w teorii kategorii nie muszą być nawet funkcjami, zaś obiekty – zbiorami. W większości zastosowań obiekty będą jednakże zbiorami wraz z dodatkową strukturą, zaś morfizmy – funkcjami zachowującymi te struktury.
W kontekście algebry abstrakcyjnej obiektami matematycznymi są przykładowo grupy, pierścienie, czy przestrzenie liniowe. Izomorfizmem jest wówczas wzajemnie jednoznaczny homomorfizm (oczywiście definicja homomorfizmu zależy od typu struktury, zobacz: homomorfizm grup, homomorfizm pierścieni, homomorfizm przestrzeni liniowych).

## Grupa automorfizmów
Zbiór wszystkich automorfizmów obiektu {\displaystyle X} z działaniem składania morfizmów tworzy grupę zwaną grupą automorfizmów obiektu {\displaystyle X.}
Grupa ta jest dobrze określona, gdyż:
- złożenie dwóch endomorfizmów jest endomorfizmem,
- złożenie jest zawsze łączne,
- {\displaystyle id} jest morfizmem identycznościowym obiektu na siebie (istnieje z definicji),
- {\displaystyle ^{-1}} – z definicji izomorfizm posiada odwrotność będącą izomorfizmem będącym zarazem endomorfizmem, stąd odwrotność również jest automorfizmem.

Grupę automorfizmów obiektu {\displaystyle X} w kategorii {\displaystyle C} oznacza się {\displaystyle \operatorname {Aut} _{C}(X):=(X,\circ ,\;^{-1},id)} lub po prostu {\displaystyle \operatorname {Aut} (X),} jeżeli kategoria jest znana z kontekstu. W pewnym sensie pojęcie to jest podobne do konceptu grupy symetrii tego obiektu.

## Automorfizmy wewnętrzne
W niektórych kategoriach, takich jak grupy, pierścienie, czy algebry Liego, możliwe jest podzielenie automorfizmów na dwa rodzaje nazywane „wewnętrznymi” i „zewnętrznymi”.
W przypadku grup automorfizmy wewnętrzne są sprzężeniami elementów przez elementy tej grupy. W grupie {\displaystyle G} dla każdego {\displaystyle a\in G} sprzężenie przez {\displaystyle a} jest działaniem {\displaystyle f_{a}\colon G\to G} określonym wzorem {\displaystyle f_{a}(g)=aga^{-1}} (spotyka się także {\displaystyle a^{-1}ga}). Można łatwo sprawdzić, że sprzężenie przez {\displaystyle a} jest automorfizmem grupowym {\displaystyle G.} Wszystkie automorfizmy wewnętrzne, oznaczane {\displaystyle \operatorname {Inn} (G),} zgodnie z lematem Goursata są podgrupą normalną grupy {\displaystyle \operatorname {Aut} (G).}
Pozostałe automorfizmy nazywa się automorfizmami zewnętrznymi. Grupa ilorazowa {\displaystyle \operatorname {Aut} (G)/\operatorname {Inn} (G)} zwykle jest oznaczana przez {\displaystyle \operatorname {Out} (G).} Elementy różne od neutralnego są warstwami zawierającymi automorfizmy zewnętrzne.
Ta sama definicja obowiązuje w dowolnym pierścieniu z jedynką, czy algebrze, gdzie {\displaystyle a} jest dowolnym elementem odwracalnym. W algebrach Liego definicja jest nieco inna.

## Przykłady
- Jedynym automorfizmem każdego ciała prostego jest tożsamość.
- Jedynym automorfizmem ciała liczb rzeczywistych jest tożsamość.
- Automorfizmami ciała liczb zespolonych są m.in. tożsamość i sprzężenie zespolone[1]; są to jedyne ciągłe automorfizmy tej struktury[potrzebny przypis]. Jest natomiast nieskończenie wiele nieciągłych automorfizmów ciała liczb zespolonych. Dokładniej, moc tego zbioru wynosi {\displaystyle 2^{\mathfrak {c}}}[potrzebny przypis].